# ФИБА Африка
ФИБА Африка — зона ФИБА, которая состоит из 54 национальных баскетбольных федераций

## Национальные федерации и сборные
| Зона 1 - Алжир М Ж - Ливия М Ж - Марокко М Ж - Тунис М Ж Зона 2 - Гамбия МЖ - Гвинея М Ж - Гвинея-Бисау М Ж - Кабо-Верде М Ж - Мавритания М Ж - Мали М Ж - Сенегал М Ж - Сьерра-Леоне М Ж | Зона 3 - Бенин М Ж - Гана М Ж - Кот-д’Ивуар М Ж - Либерия М Ж - Нигер М Ж - Нигерия М Ж - Того М Ж | Зона 4 - Габон М Ж - ДР Конго М Ж - Камерун М Ж - Конго М Ж - Сан-Томе и Принсипи М Ж - ЦАР М Ж - Чад М Ж - Экваториальная Гвинея М Ж | Зона 5 - Бурунди М Ж - Египет М Ж - Кения М Ж - Руанда М Ж - Сомали М Ж - Судан М Ж - Танзания М Ж - Уганда М Ж - Эритрея М Ж - Эфиопия М Ж - Южный Судан М Ж | Зона 6 - Ангола М Ж - Ботсвана М Ж - Замбия М Ж - Зимбабве М Ж - Лесото М Ж - Малави М Ж - Мозамбик М Ж - Намибия М Ж - Эсватини М Ж - ЮАР М Ж Зона 7 - Джибути М Ж - Коморы М Ж - Маврикий М Ж - Мадагаскар М Ж - Сейшелы М Ж |

## Десять лучших мужских сборных зоны ФИБА Африка
После 10 сентября 2023 года
| Место | Сборная     | Очки  |
| ----- | ----------- | ----- |
| 31    | Южный Судан | 375.5 |
| 33    | Кот-д’Ивуар | 369.9 |
| 34    | Ангола      | 364.6 |
| 36    | Тунис       | 356.4 |
| 37    | Нигерия     | 344.9 |
| 41    | Египет      | 323.5 |
| 46    | Кабо-Верде  | 262.0 |
| 47    | Сенегал     | 256.0 |
| 67    | Камерун     | 156.7 |
| 72    | ДР Конго    | 129.8 |

## Десять лучших женских сборных зоны ФИБА Африка
После 21 августа 2023 года
| Место | Сборная     | Очки  |
| ----- | ----------- | ----- |
| 11    | Нигерия     | 528.9 |
| 16    | Мали        | 362.1 |
| 20    | Сенегал     | 316.3 |
| 32    | Мозамбик    | 237.3 |
| 38    | Египет      | 202.8 |
| 39    | Камерун     | 197.5 |
| 41    | Ангола      | 187.5 |
| 45    | Кот-д’Ивуар | 159.5 |
| 57    | Уганда      | 127.9 |
| 63    | Кения       | 111.0 |